# Kostkarka (do lodu)

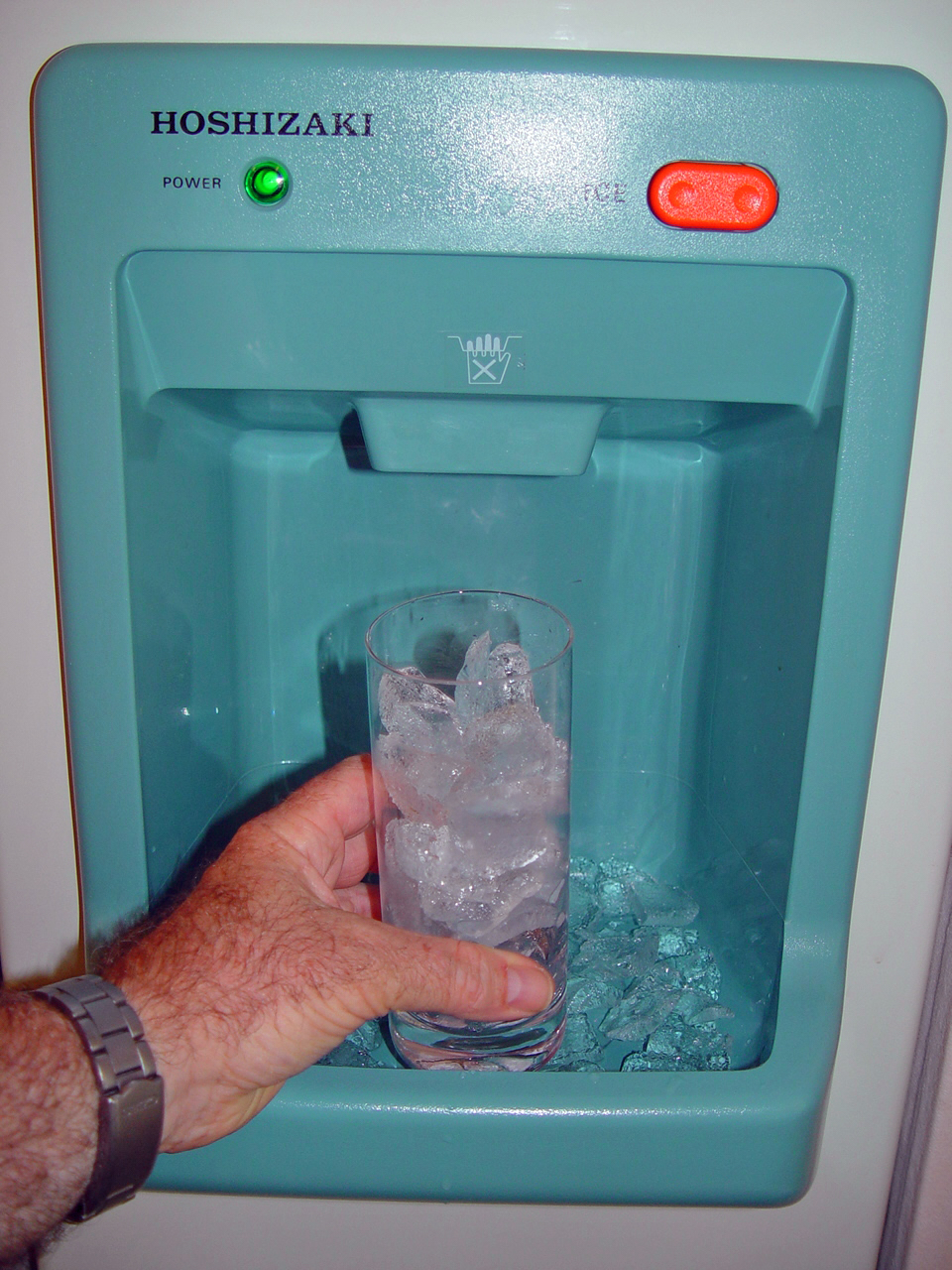
Kostkarka

Kostkarka – sprzęt kuchenny służący do produkcji lodu.

## Opis
Kostkarka wprowadza wodę do specjalnych foremek, w których woda zostaje zamrożona przez dany czynnik chłodzący: wodę lub powietrze. Następnie foremki są podgrzewane, aby kostki lodu mogły zostać wypchnięte za pomocą odpowiedniego mechanizmu, tzw. odmrażanie ciepłą wodą. Kostki lodu przemieszczają się do specjalnego pojemnika, w którym utrzymywana jest niska temperatura.
Większość kostkarek umożliwia wybór wielkości kostek lodu, a także poziomu zapełnienia pojemnika.
Istnieją kostkarki manualne (twistowe), do których wodę należy dolewać ręcznie, oraz automatyczne, które należy podpiąć do rur. Niektóre lodówki posiadają wbudowaną kostkarkę, najczęściej w drzwiach, dzięki czemu nie trzeba jej otwierać.

## Zastosowanie
Profesjonalne kostkarki potrafią wyprodukować nawet 200 kg lodu na dobę. Urządzenia te znajdują zastosowanie w gastronomii: w kuchniach hotelowych, restauracjach i domach weselnych.
W domach prywatnych stosuje się kostkarki o mniejszej mocy przerobowej, a wyprodukowany przez nie lód najczęściej używany jest do chłodzenia napojów.